# Senotainia beludzhistanica
Senotainia beludzhistanica är en tvåvingeart som beskrevs av Boris Borisovitsch Rohdendorf 1961. Senotainia beludzhistanica ingår i släktet Senotainia och familjen köttflugor.
Artens utbredningsområde är Iran. Inga underarter finns listade i Catalogue of Life.